# المسيحية المحافظة
المسيحية المحافظة، والمعروفة أيضًا باسم اللاهوت المحافظ، والمحافظة اللاهوتية، والمسيحية التقليدية،   أو الأرثوذكسية التوراتية  هي مجموعة من الحركات اللاهوتية المتداخلة والمتنوعة المذهبي داخل المسيحية التي تسعى إلى الاحتفاظ بالتقاليد والمعتقدات الأرثوذكسية طويلة الأمد للمسيحية، وهي تتناقض مع المسيحية الليبرالية والتقدمية.            لا ينبغي أن نخطئ في اعتبار المسيحية المحافظة مرادفة للفلسفة السياسية للمحافظة ولا لليمين المسيحي وهي حركة سياسية للمسيحيين الذين يدعمون الأيديولوجيات والسياسات السياسية المحافظة في مجال السياسة العلمانية أو غير الطائفية.    
التقسيمان الرئيسيان للمسيحية المحافظة داخل البروتستانتية هما المسيحية الإنجيلية والأصولية المسيحية بينما تشكل حركة الاعتراف والطائفية والأرثوذكسية الجديدة ما تبقى داخل البروتستانتية.        
توجد المحافظة اللاهوتية أيضًا في الكاثوليكية الرومانية (باستثناء الحداثة الكاثوليكية )  وتوجد أيضًا في المسيحية الشرقية  على الرغم من عدم وجود علاقة مباشرة مع الجدل الأصولي-الحداثي .
لقد لفت القادة الإنجيليون مثل توني بيركنز من مجلس أبحاث الأسرة الانتباه إلى مشكلة مساواة مصطلح الحق المسيحي بالمحافظة اللاهوتية والإنجيلية. على الرغم من أن الإنجيليين يشكلون الدائرة الأساسية لليمين المسيحي داخل الولايات المتحدة، إلا أنه لا ينطبق كل الإنجيليين على هذا الوصف السياسي. إن مشكلة وصف اليمين المسيحي الذي يتم خلطه في معظم الحالات بالمحافظة اللاهوتية في وسائل الإعلام العلمانية ، تزداد تعقيدًا بسبب حقيقة أن التسمية الدينية المحافظة أو المسيحية المحافظة تنطبق على الجماعات الدينية الأخرى التي هي دينية واجتماعية وثقافية محافظة ولكن ليس لديها منظمات سياسية صريحة مرتبطة ببعض هذه الطوائف المسيحية ، والتي عادة ما تكون غير منخرطة في السياسة أو غير مهتمة أو غير مبالية.   يُظهر تيم كيلر، وهو عالم لاهوت إنجيلي وراعي الكنيسة المشيخية في أمريكا، أن المسيحية المحافظة (علم اللاهوت) تسبق اليمين المسيحي (السياسة) ، وأن كونك محافظًا لاهوتيًا لا يستلزم أن تكون محافظًا سياسيًا، وأن بعض الآراء السياسية التقدمية حول الاقتصاد ، ومساعدة الفقراء ، وإعادة توزيع الثروة، والتنوع العرقي متوافقة مع المسيحية اللاهوتية. 
يجادل رود دريهر كبير المحررين في مجلة المحافظين العلمانية المعروفة بإسم المحافظون الأمريكيون، أنه أيضًا يوجد نفس الاختلافات، حتى أنه يدعي أن "المسيحي التقليدي" وهو محافظ لاهوتي، يمكن تركه في نفس الوقت على الاقتصاد (تقدميًا اقتصاديًا) وحتى اشتراكيًا في ذلك الوقت مع الحفاظ على المعتقدات المسيحية التقليدية. 

## المعتقدات
- النظرة "العليا" للكتاب المقدس على أنه "كلمة" الله الموثوقة. الإيمان بسلطة الكتاب المقدس على أنه إعلان الله للبشرية. غالبًا ما يتم تأكيد نبوءة الكتاب المقدس وعصمة الكتاب المقدس، وقد يأخذها البعض إلى أبعد من ذلك ويؤمن بالحرفية الكتابية، بينما قد يتبنى البعض الآخر آراء حول العصمة الكتابية. يتضمن هذا غالبًا فهم أن الكتاب المقدس في المخطوطات الأصلية، هو السلطة النهائية في جميع الأمور التي يتحدث عنها أو في مسائل الإيمان والدين.[31] [32] [33] [34] [35] [36] [37] [38] [39] [40]
- ولادة السيد المسيح من عذراء.
- عقيدة الثالوث، أي الله الآب، والله الابن، والله الروح القدس.
- عقيدة ألوهية يسوع المسيح (أي أن يسوع هو إله كامل وإنسان كامل).
- قيامة المسيح الحقيقية والجسدية.
- العودة الحرفية والجسدية ليسوع.
- الإيمان بكل من الجنة والجحيم كما هو موصوف حرفياً في الكتاب المقدس (يمكن إضافة المطهر للكاثوليك على الرغم من عدم قبولهم من قبل الآخرين).
- مذهب الخطيئة الأصلية هو من قبل الفرع المسيحي الغربي من المحافظة اللاهوتية.
- بين المسيحيين اللاهوتيين المحافظين بشكل عام ، يُنظر إلى قيامة المسيح على أنها أهم حدث حقيقي في تاريخ العالم.
  - بالنسبة للمسيحيين البروتستانت اللاهوتيين المحافظين على وجه التحديد ، فإنهم يركزون بشكل أساسي على عمل المسيح الفدائي على الصليب باعتباره الوسيلة الوحيدة للخلاص ومغفرة الخطايا .
- يعتبر المسيحيون اللاهوتيون المحافظون تعاليم كتابية حقيقية مثل عبارة يسوع: "أنا الطريق والحق والحياة. لا أحد يأتي إلى الآب إلا بي "(يوحنا 14: 6).

علاوة على ذلك، استمر في معالجة الاهتمامات الفلسفية للافتراضات المسبقة لأول مرة مجادلة خارج المذاهب بأن المواقف الفلسفية كانت حيوية
«"منذ عصر النهضة ، وبشكل أكثر تحديدًا منذ عصر التنوير ، تم تطوير وجهات نظر العالم التي تنطوي على شك حول المبادئ المسيحية الأساسية. هذه هي اللاأدرية التي تنكر إمكانية معرفة الله ، والعقلانية التي تنكر أنه غير مفهوم ، والمثالية التي تنكر أنه متعالي ، والوجودية التي تنكر العقلانية في علاقاته معنا. عندما تتسرب هذه المبادئ غير الكتابية والمضادة للكتاب المقدس إلى لاهوتات الرجال على مستوى افتراضي ، كما يحدث كثيرًا اليوم ، يصبح التفسير الأمين للكتاب المقدس مستحيلًا.» " 

## حركات محافظة
قد يشير على وجه التحديد إلى حركات مثل:
- الأصولية المسيحية، حركة داخل البروتستانتية تدعم الحرفية الكتابية .
- الإنجيلية ، حركة عالمية بين الطوائف داخل المسيحية البروتستانتية تؤكد على مركزية كونه "يولد من جديد" حيث يختبر الفرد التحويل الشخصي بالإضافة إلى العصمة الكتابية.
  - الإنجيلية المحافظة في المملكة المتحدة، حركة لاهوتية داخل المسيحية البروتستانتية الإنجيلية [42] [43]
- حركة الاعتراف، وهي حركة إنجيلية و / أو طائفية داخل العديد من الطوائف البروتستانتية الرئيسية
- يصف عدد قليل من العلماء الكاثوليك الذين يرفضون المسيحية الليبرالية والمسيحية التقدمية والحداثة الكاثوليكية لصالح المذاهب التقليدية بأنهم أصوليون. [44]
  - الكاثوليك المخلصون لتعاليم السلطة التعليمية (السلطة التعليمية للكنيسة الكاثوليكية) وكذلك الكتاب المقدس وتقاليد الكنيسة ، يمكن اعتبارهم محافظين لاهوتيين في بعض النواحي (إذا كانت الوسائل المحافظة "وفقًا للتعاليم الأخلاقية واللاهوتية المركزية المقبولة تاريخيًا من قبل غالبية المسيحية [المسيحية]") [45] [46] [47] [48] [49]
  - الحركة الكاثوليكية التقليدية ، الروم الكاثوليك الذين يعتقدون أن الكنيسة الكاثوليكية قد انحرفت عن عقيدتها منذ المجمع الفاتيكاني الثاني.
- الطائفية (الدين) ، إيمان بأهمية الموافقة الكاملة التي لا لبس فيها على التعليم الديني بأكمله
  - الطائفة اللوثرية ، وهي تسمية للجماعات اللوثرية أو اللوثرية الذين يؤمنون بالعقائد التي تم تدريسها في كتاب كونكورد لعام 1580 ، وهو ملخص للتعاليم الموجودة في الكتاب المقدس ، يتطلب الانتباه إلى الكيفية التي يتم بها الوعظ بهذا الإيمان وتعليمه ووضعه موضع التنفيذ.
- آراء مسيحية محافظة لاهوتياً حول المثلية الجنسية .
- الأرثوذكسية الجديدة ، وهي حركة لاهوتية تطورت في أعقاب الحرب العالمية الأولى كرد فعل ضد مذاهب اللاهوت الليبرالي في القرن التاسع عشر وإعادة تقييم تعاليم الإصلاح.